# Draft da NFL de 2018
O Draft da NFL de 2018 foi a 83ª reunião anual das franquias da National Football League (NFL) para selecionar jogadores recém-qualificados para a Temporada da NFL de 2018. O draft foi realizado de 26 a 28 de abril no AT&T Stadium em Arlington, Texas, e foi o primeiro draft a ser realizado em um estádio da NFL e o primeiro a ser realizado no Texas. Para ser elegível para entrar no draft, os jogadores devem ter pelo menos três anos de afastamento do ensino médio. O prazo final para se declararem ao draft foi em 15 de janeiro de 2018.
Cinco quarterbacks foram selecionados na primeira rodada pela terceira vez na história do draft; o primeiro desde o Draft da NFL de 1999. Além disso, dois irmãos - o safety Terrell Edmunds e o linebacker Tremaine Edmunds - foram selecionados na primeira rodada, marcando os primeiros irmãos a serem selecionados na primeira rodada do mesmo draft..

## Jogadores
A seguir, o detalhamento de 256 jogadores selecionados por posição:
- 39 Linebackers
- 33 Wide receivers
- 29 Cornerbacks
- 23 Defensive ends
- 20 Running backs
- 20 Defensive tackles
- 21 Offensive tackles
- 18 Safeties
- 14 Tight ends
- 13 Quarterbacks
- 9 Offensive guards
- 8 Centers
- 4 Punters
- 2 Placekickers
- 2 Fullbacks
- 1 Long snapper

## Seleções
| * | = compensatórias |
| † | = Pro Bowler     |

| C  | Center            |    | CB               | Cornerback |                  | DB | Defensive back    |  | DE | Defensive end |
| DL | Defensive lineman | DT | Defensive tackle | FB         | Fullback         | FS | Free safety       |  |    |               |
| G  | Guard             | HB | Halfback         | K          | Placekicker      | KR | Kick returner     |  |    |               |
| LB | Linebacker        | LS | Long snapper     | OT         | Offensive tackle | OL | Offensive lineman |  |    |               |
| NT | Nose tackle       | P  | Punter           | PR         | Punt returner    | QB | Quarterback       |  |    |               |
| RB | Running back      | S  | Safety           | SS         | Strong safety    | TB | Tailback          |  |    |               |
| TE | Tight end         | WR | Wide receiver    |            |                  |    |                   |  |    |               |

| Rodada | Escolha | Time da NFL          | Jogador                  | Pos. | Universidade             | Conf.        | Notas                                                                   |
| ------ | ------- | -------------------- | ------------------------ | ---- | ------------------------ | ------------ | ----------------------------------------------------------------------- |
| 1      | 1       | Cleveland Browns     | Baker Mayfield           | QB   | Oklahoma                 | Big 12       | Ganhador do Heisman Trophy de 2017                                      |
| 1      | 2       | New York Giants      | Saquon Barkley           | RB   | Penn State               | Big Ten      |                                                                         |
| 1      | 3       | New York Jets        | Sam Darnold              | QB   | USC                      | Pac-12       | [ R1 - 1 ]                                                              |
| 1      | 4       | Cleveland Browns     | Denzel Ward              | CB   | Ohio State               | Big Ten      | [ R1 - 2 ]                                                              |
| 1      | 5       | Denver Broncos       | Bradley Chubb            | DE   | NC State                 | ACC          |                                                                         |
| 1      | 6       | Indianapolis Colts   | Quenton Nelson           | G    | Notre Dame               | Ind. (FBS)   | [ R1 - 3 ]                                                              |
| 1      | 7       | Buffalo Bills        | Josh Allen               | QB   | Wyoming                  | MW           | [ R1 - 4 ]                                                              |
| 1      | 8       | Chicago Bears        | Roquan Smith             | LB   | Georgia                  | SEC          |                                                                         |
| 1      | 9       | San Francisco 49ers  | Mike McGlinchey          | OT   | Notre Dame               | Ind. (FBS)   |                                                                         |
| 1      | 10      | Arizona Cardinals    | Josh Rosen               | QB   | UCLA                     | Pac-12       | [ R1 - 5 ]                                                              |
| 1      | 11      | Miami Dolphins       | Minkah Fitzpatrick       | S    | Alabama                  | SEC          |                                                                         |
| 1      | 12      | Tampa Bay Buccaneers | Vita Vea                 | DT   | Washington               | Pac-12       | [ R1 - 6 ]                                                              |
| 1      | 13      | Washington Redskins  | Daron Payne              | DT   | Alabama                  | SEC          |                                                                         |
| 1      | 14      | New Orleans Saints   | Marcus Davenport         | DE   | UTSA                     | C-USA        | [ R1 - 7 ]                                                              |
| 1      | 15      | Oakland Raiders      | Kolton Miller            | OT   | UCLA                     | Pac-12       | [ R1 - 8 ]                                                              |
| 1      | 16      | Buffalo Bills        | Tremaine Edmunds         | LB   | Virginia Tech            | ACC          | [ R1 - 9 ]                                                              |
| 1      | 17      | Los Angeles Chargers | Derwin James             | S    | Florida State            | ACC          |                                                                         |
| 1      | 18      | Green Bay Packers    | Jaire Alexander          | CB   | Louisville               | ACC          | [ R1 - 10 ]                                                             |
| 1      | 19      | Dallas Cowboys       | Leighton Vander Esch     | LB   | Boise State              | MW           |                                                                         |
| 1      | 20      | Detroit Lions        | Frank Ragnow             | C    | Arkansas                 | SEC          |                                                                         |
| 1      | 21      | Cincinnati Bengals   | Billy Price              | C    | Ohio State               | Big Ten      | [ R1 - 11 ]                                                             |
| 1      | 22      | Tennessee Titans     | Rashaan Evans            | LB   | Alabama                  | SEC          | [ R1 - 12 ]                                                             |
| 1      | 23      | New England Patriots | Isaiah Wynn              | OT   | Georgia                  | SEC          | [ R1 - 13 ]                                                             |
| 1      | 24      | Carolina Panthers    | D. J. Moore              | WR   | Maryland                 | Big Ten      |                                                                         |
| 1      | 25      | Baltimore Ravens     | Hayden Hurst             | TE   | South Carolina           | SEC          | [ R1 - 14 ]                                                             |
| 1      | 26      | Atlanta Falcons      | Calvin Ridley            | WR   | Alabama                  | SEC          |                                                                         |
| 1      | 27      | Seattle Seahawks     | Rashaad Penny            | RB   | San Diego State          | MW           | [ R1 - 15 ]                                                             |
| 1      | 28      | Pittsburgh Steelers  | Terrell Edmunds          | S    | Virginia Tech            | ACC          |                                                                         |
| 1      | 29      | Jacksonville Jaguars | Taven Bryan              | DT   | Florida                  | SEC          |                                                                         |
| 1      | 30      | Minnesota Vikings    | Mike Hughes              | CB   | UCF                      | The American |                                                                         |
| 1      | 31      | New England Patriots | Sony Michel              | RB   | Georgia                  | SEC          |                                                                         |
| 1      | 32      | Baltimore Ravens     | Lamar Jackson            | QB   | Louisville               | ACC          | Vencedor do Heisman Trophy de 2016                                      |
| 2      | 33      | Cleveland Browns     | Austin Corbett           | OT   | Nevada                   | MW           |                                                                         |
| 2      | 34      | New York Giants      | Will Hernandez           | G    | UTEP                     | C-USA        |                                                                         |
| 2      | 35      | Cleveland Browns     | Nick Chubb               | RB   | Georgia                  | SEC          | [ R2 - 1 ]                                                              |
| 2      | 36      | Indianapolis Colts   | Darius Leonard           | LB   | South Carolina State     | MEAC         |                                                                         |
| 2      | 37      | Indianapolis Colts   | Braden Smith             | G    | Auburn                   | SEC          | [ R2 - 2 ]                                                              |
| 2      | 38      | Tampa Bay Buccaneers | Ronald Jones II          | RB   | USC                      | Pac-12       |                                                                         |
| 2      | 39      | Chicago Bears        | James Daniels            | C    | Iowa                     | Big Ten      |                                                                         |
| 2      | 40      | Denver Broncos       | Courtland Sutton         | WR   | SMU                      | The American |                                                                         |
| 2      | 41      | Tennessee Titans     | Harold Landry            | LB   | Boston College           | ACC          | [ R2 - 3 ]                                                              |
| 2      | 42      | Miami Dolphins       | Mike Gesicki             | TE   | Penn State               | Big Ten      |                                                                         |
| 2      | 43      | Detroit Lions        | Kerryon Johnson          | RB   | Auburn                   | SEC          | [ R2 - 4 ]                                                              |
| 2      | 44      | San Francisco 49ers  | Dante Pettis             | WR   | Washington               | Pac-12       | [ R2 - 5 ]                                                              |
| 2      | 45      | Green Bay Packers    | Josh Jackson             | CB   | Iowa                     | Big Ten      |                                                                         |
| 2      | 46      | Kansas City Chiefs   | Breeland Speaks          | DE   | Ole Miss                 | SEC          | [ R2 - 6 ]                                                              |
| 2      | 47      | Arizona Cardinals    | Christian Kirk           | WR   | Texas A&M                | SEC          |                                                                         |
| 2      | 48      | Los Angeles Chargers | Uchenna Nwosu            | LB   | USC                      | Pac-12       |                                                                         |
| 2      | 49      | Philadelphia Eagles  | Dallas Goedert           | TE   | South Dakota State       | MVFC         | [ R2 - 7 ]                                                              |
| 2      | 50      | Dallas Cowboys       | Connor Williams          | G    | Texas                    | Big 12       |                                                                         |
| 2      | 51      | Chicago Bears        | Anthony Miller           | WR   | Memphis                  | The American | [ R2 - 8 ]                                                              |
| 2      | 52      | Indianapolis Colts   | Kemoko Turay             | DE   | Rutgers                  | Big Ten      | [ R2 - 9 ]                                                              |
| 2      | 53      | Tampa Bay Buccaneers | M. J. Stewart            | CB   | North Carolina           | ACC          | [ R2 - 10 ]                                                             |
| 2      | 54      | Cincinnati Bengals   | Jessie Bates             | S    | Wake Forest              | ACC          | [ R2 - 11 ]                                                             |
| 2      | 55      | Carolina Panthers    | Donte Jackson            | CB   | LSU                      | SEC          |                                                                         |
| 2      | 56      | New England Patriots | Duke Dawson              | CB   | Florida                  | SEC          | [ R2 - 12 ]                                                             |
| 2      | 57      | Oakland Raiders      | P. J. Hall               | DT   | Sam Houston State        | Southland    | [ R2 - 13 ]                                                             |
| 2      | 58      | Atlanta Falcons      | Isaiah Oliver            | CB   | Colorado                 | Pac-12       |                                                                         |
| 2      | 59      | Washington Redskins  | Derrius Guice            | RB   | LSU                      | SEC          | [ R2 - 14 ]                                                             |
| 2      | 60      | Pittsburgh Steelers  | James Washington         | WR   | Oklahoma State           | Big 12       | Vencedor do Fred Biletnikoff Award de 2017                              |
| 2      | 61      | Jacksonville Jaguars | DJ Chark                 | WR   | LSU                      | SEC          |                                                                         |
| 2      | 62      | Minnesota Vikings    | Brian O'Neill            | OT   | Pittsburgh               | ACC          |                                                                         |
| 2      | 63      | Tampa Bay Buccaneers | Carlton Davis            | CB   | Auburn                   | SEC          | [ R2 - 15 ]                                                             |
| 2      | 64      | Indianapolis Colts   | Tyquan Lewis             | DE   | Ohio State               | Big Ten      | [ R2 - 16 ]                                                             |
| 3      | 65      | Oakland Raiders      | Brandon Parker           | OT   | North Carolina A&T       | MEAC         | [ R3 - 1 ]                                                              |
| 3      | 66      | New York Giants      | Lorenzo Carter           | LB   | Georgia                  | SEC          |                                                                         |
| 3      | 67      | Cleveland Browns     | Chad Thomas              | DE   | Miami (FL)               | ACC          | [ R3 - 2 ]                                                              |
| 3      | 68      | Houston Texans       | Justin Reid              | S    | Stanford                 | Pac-12       |                                                                         |
| 3      | 69      | New York Giants      | B. J. Hill               | DT   | NC State                 | ACC          | [ R3 - 3 ]                                                              |
| 3      | 70      | San Francisco 49ers  | Fred Warner              | LB   | BYU                      | Ind. (FBS)   | [ R3 - 4 ]                                                              |
| 3      | 71      | Denver Broncos       | Royce Freeman            | RB   | Oregon                   | Pac-12       |                                                                         |
| 3      | 72      | New York Jets        | Nathan Shepherd          | DT   | Fort Hays State          | MIAA (D-II)  |                                                                         |
| 3      | 73      | Miami Dolphins       | Jerome Baker             | LB   | Ohio State               | Big Ten      |                                                                         |
| 3      | 74      | Washington Redskins  | Geron Christian          | OT   | Louisville               | ACC          | [ R3 - 5 ]                                                              |
| 3      | 75      | Kansas City Chiefs   | Derrick Nnadi            | DT   | Florida State            | ACC          | [ R3 - 6 ]                                                              |
| 3      | 76      | Pittsburgh Steelers  | Mason Rudolph            | QB   | Oklahoma State           | Big 12       | [ R3 - 7 ]                                                              |
| 3      | 77      | Cincinnati Bengals   | Sam Hubbard              | DE   | Ohio State               | Big Ten      |                                                                         |
| 3      | 78      | Cincinnati Bengals   | Malik Jefferson          | LB   | Texas                    | Big 12       | [ R3 - 8 ]                                                              |
| 3      | 79      | Seattle Seahawks     | Rasheem Green            | DE   | USC                      | Pac-12       | [ R3 - 9 ]                                                              |
| 3      | 80      | Houston Texans       | Martinas Rankin          | OT   | Mississippi State        | SEC          | [ R3 - 10 ]                                                             |
| 3      | 81      | Dallas Cowboys       | Michael Gallup           | WR   | Colorado State           | MW           |                                                                         |
| 3      | 82      | Detroit Lions        | Tracy Walker             | S    | Louisiana                | Sun Belt     |                                                                         |
| 3      | 83      | Baltimore Ravens     | Orlando Brown            | OT   | Oklahoma                 | Big 12       |                                                                         |
| 3      | 84      | Los Angeles Chargers | Justin Jones             | DT   | NC State                 | ACC          |                                                                         |
| 3      | 85      | Carolina Panthers    | Rashaan Gaulden          | CB   | Tennessee                | SEC          | [ R3 - 11 ]                                                             |
| 3      | 86      | Baltimore Ravens     | Mark Andrews             | TE   | Oklahoma                 | Big 12       | [ R3 - 12 ]                                                             |
| 3      | 87      | Oakland Raiders      | Arden Key                | DE   | LSU                      | SEC          | [ R3 - 13 ]                                                             |
| 3      | 88      | Green Bay Packers    | Oren Burks               | LB   | Vanderbilt               | SEC          | [ R3 - 14 ]                                                             |
| 3      | 89      | Los Angeles Rams     | Joseph Noteboom          | OT   | TCU                      | Big 12       | [ R3 - 15 ]                                                             |
| 3      | 90      | Atlanta Falcons      | Deadrin Senat            | DT   | South Florida            | The American |                                                                         |
| 3      | 91      | New Orleans Saints   | Tre'Quan Smith           | WR   | UCF                      | The American |                                                                         |
| 3      | 92      | Pittsburgh Steelers  | Chukwuma Okorafor        | OT   | Western Michigan         | MAC          |                                                                         |
| 3      | 93      | Jacksonville Jaguars | Ronnie Harrison          | S    | Alabama                  | SEC          |                                                                         |
| 3      | 94      | Tampa Bay Buccaneers | Alex Cappa               | OT   | Humboldt State           | GNAC         | [ R3 - 16 ]                                                             |
| 3      | 95      | San Francisco 49ers  | Tarvarius Moore          | S    | Southern Miss            | C-USA        | [ R3 - 17 ]                                                             |
| 3      | 96      | Buffalo Bills        | Harrison Phillips        | DT   | Stanford                 | Pac-12       | [ R3 - 18 ]                                                             |
| 3*     | 97      | Arizona Cardinals    | Mason Cole               | C    | Michigan                 | Big Ten      |                                                                         |
| 3*     | 98      | Houston Texans       | Jordan Akins             | TE   | UCF                      | The American |                                                                         |
| 3*     | 99      | Denver Broncos       | Isaac Yiadom             | CB   | Boston College           | ACC          |                                                                         |
| 3*     | 100     | Kansas City Chiefs   | Dorian O'Daniel          | LB   | Clemson                  | ACC          | [ R3 - 19 ]                                                             |
| 4      | 101     | Carolina Panthers    | Ian Thomas               | TE   | Indiana                  | Big Ten      | [ R4 - 1 ]                                                              |
| 4      | 102     | Minnesota Vikings    | Jalyn Holmes             | DE   | Ohio State               | Big Ten      | [ R4 - 2 ]                                                              |
| 4      | 103     | Houston Texans       | Keke Coutee              | WR   | Texas Tech               | Big 12       |                                                                         |
| 4      | 104     | Indianapolis Colts   | Nyheim Hines             | RB   | NC State                 | ACC          |                                                                         |
| 4      | 105     | Cleveland Browns     | Antonio Callaway         | WR   | Florida                  | SEC          | [ R4 - 3 ]                                                              |
| 4      | 106     | Denver Broncos       | Josey Jewell             | LB   | Iowa                     | Big Ten      |                                                                         |
| 4      | 107     | New York Jets        | Chris Herndon            | TE   | Miami (FL)               | ACC          |                                                                         |
| 4      | 108     | New York Giants      | Kyle Lauletta            | QB   | Richmond                 | CAA          | [ R4 - 4 ]                                                              |
| 4      | 109     | Washington Redskins  | Troy Apke                | S    | Penn State               | Big Ten      | [ R4 - 5 ]                                                              |
| 4      | 110     | Oakland Raiders      | Nick Nelson              | CB   | Wisconsin                | Big Ten      |                                                                         |
| 4      | 111     | Los Angeles Rams     | Brian Allen              | C    | Michigan State           | Big Ten      | [ R4 - 6 ]                                                              |
| 4      | 112     | Cincinnati Bengals   | Mark Walton              | RB   | Miami (FL)               | ACC          |                                                                         |
| 4      | 113     | Denver Broncos       | DaeSean Hamilton         | WR   | Penn State               | Big Ten      | [ R4 - 7 ]                                                              |
| 4      | 114     | Detroit Lions        | Da'Shawn Hand            | DE   | Alabama                  | SEC          | [ R4 - 8 ]                                                              |
| 4      | 115     | Chicago Bears        | Joel Iyiegbuniwe         | LB   | Western Kentucky         | C-USA        | [ R4 - 9 ]                                                              |
| 4      | 116     | Dallas Cowboys       | Dorance Armstrong        | DE   | Kansas                   | Big 12       |                                                                         |
| 4      | 117     | Tampa Bay Buccaneers | Jordan Whitehead         | S    | Pittsburgh               | ACC          | [ R4 - 10 ]                                                             |
| 4      | 118     | Baltimore Ravens     | Anthony Averett          | CB   | Alabama                  | SEC          |                                                                         |
| 4      | 119     | Los Angeles Chargers | Kyzir White              | S    | West Virginia            | Big 12       |                                                                         |
| 4      | 120     | Seattle Seahawks     | Will Dissly              | TE   | Washington               | Pac-12       |                                                                         |
| 4      | 121     | Buffalo Bills        | Taron Johnson            | CB   | Weber State              | Big Sky      |                                                                         |
| 4      | 122     | Baltimore Ravens     | Kenny Young              | LB   | UCLA                     | Pac-12       | [ R4 - 11 ]                                                             |
| 4      | 123     | Miami Dolphins       | Durham Smythe            | TE   | Notre Dame               | Ind. (FBS)   | [ R4 - 12 ]                                                             |
| 4      | 124     | Kansas City Chiefs   | Armani Watts             | S    | Texas A&M                | SEC          | [ R4 - 13 ]                                                             |
| 4      | 125     | Philadelphia Eagles  | Avonte Maddox            | CB   | Pittsburgh               | ACC          | [ R4 - 14 ]                                                             |
| 4      | 126     | Atlanta Falcons      | Ito Smith                | RB   | Southern Miss            | C-USA        |                                                                         |
| 4      | 127     | New Orleans Saints   | Rick Leonard             | OT   | Florida State            | ACC          |                                                                         |
| 4      | 128     | San Francisco 49ers  | Kentavius Street         | DE   | NC State                 | ACC          | [ R4 - 15 ]                                                             |
| 4      | 129     | Jacksonville Jaguars | Will Richardson          | OT   | NC State                 | ACC          |                                                                         |
| 4      | 130     | Philadelphia Eagles  | Josh Sweat               | DE   | Florida State            | ACC          | [ R4 - 16 ]                                                             |
| 4      | 131     | Miami Dolphins       | Kalen Ballage            | RB   | Arizona State            | Pac-12       | [ R4 - 17 ]                                                             |
| 4      | 132     | Baltimore Ravens     | Jaleel Scott             | WR   | New Mexico State         | Sun Belt     | [ R4 - 18 ]                                                             |
| 4*     | 133     | Green Bay Packers    | J'Mon Moore              | WR   | Missouri                 | SEC          |                                                                         |
| 4*     | 134     | Arizona Cardinals    | Chase Edmonds            | RB   | Fordham                  | Patriot      |                                                                         |
| 4*     | 135     | Los Angeles Rams     | John Franklin-Myers      | DE   | Stephen F. Austin        | Southland    | [ R4 - 19 ]                                                             |
| 4*     | 136     | Carolina Panthers    | Marquis Haynes           | DE   | Ole Miss                 | SEC          | [ R4 - 20 ]                                                             |
| 4*     | 137     | Dallas Cowboys       | Dalton Schultz           | TE   | Stanford                 | Pac-12       |                                                                         |
| 5      | 138     | Green Bay Packers    | Cole Madison             | G    | Washington State         | Pac-12       | [ R5 - 1 ]                                                              |
| 5      | 139     | New York Giants      | RJ McIntosh              | DT   | Miami (FL)               | ACC          |                                                                         |
| 5      | 140     | Oakland Raiders      | Maurice Hurst            | DT   | Michigan                 | Big Ten      | [ R5 - 2 ]                                                              |
| 5      | 141     | Seattle Seahawks     | Shaquem Griffin          | LB   | UCF                      | The American | [ R5 - 3 ]                                                              |
| 5      | 142     | San Francisco 49ers  | D. J. Reed               | CB   | Kansas State             | Big 12       | [ R5 - 4 ]                                                              |
| 5      | 143     | New England Patriots | Ja'Whaun Bentley         | LB   | Purdue                   | Big Ten      | [ R5 - 5 ]                                                              |
| 5      | 144     | Tampa Bay Buccaneers | Justin Watson            | WR   | Penn                     | Ivy          |                                                                         |
| 5      | 145     | Chicago Bears        | Bilal Nichols            | DT   | Delaware                 | CAA          |                                                                         |
| 5      | 146     | Seattle Seahawks     | Tre Flowers              | S    | Oklahoma State           | Big 12       | [ R5 - 6 ]                                                              |
| 5      | 147     | Los Angeles Rams     | Micah Kiser              | LB   | Virginia                 | ACC          | [ R5 - 7 ]                                                              |
| 5      | 148     | Pittsburgh Steelers  | Marcus Allen             | S    | Penn State               | Big Ten      | [ R5 - 8 ]                                                              |
| 5      | 149     | Seattle Seahawks     | Michael Dickson          | P    | Texas                    | Big 12       | [ R5 - 9 ]                                                              |
| 5      | 150     | Cleveland Browns     | Genard Avery             | LB   | Memphis                  | The American | [ R5 - 10 ]                                                             |
| 5      | 151     | Cincinnati Bengals   | Davontae Harris          | CB   | Illinois State           | MVFC         |                                                                         |
| 5      | 152     | Tennessee Titans     | Dane Cruikshank          | CB   | Arizona                  | Pac-12       | [ R5 - 11 ]                                                             |
| 5      | 153     | Detroit Lions        | Tyrell Crosby            | OT   | Oregon                   | Pac-12       |                                                                         |
| 5      | 154     | Buffalo Bills        | Siran Neal               | CB   | Jacksonville State       | OVC          | [ R5 - 12 ]                                                             |
| 5      | 155     | Los Angeles Chargers | Scott Quessenberry       | C    | UCLA                     | Pac-12       |                                                                         |
| 5      | 156     | Denver Broncos       | Troy Fumagalli           | TE   | Wisconsin                | Big Ten      | [ R5 - 13 ]                                                             |
| 5      | 157     | Minnesota Vikings    | Tyler Conklin            | TE   | Central Michigan         | MAC          | [ R5 - 14 ]                                                             |
| 5      | 158     | Cincinnati Bengals   | Andrew Brown             | DE   | Virginia                 | ACC          | [ R5 - 15 ]                                                             |
| 5      | 159     | Indianapolis Colts   | Daurice Fountain         | WR   | Northern Iowa            | MVFC         | [ R5 - 16 ]                                                             |
| 5      | 160     | Los Angeles Rams     | Ogbonnia Okoronkwo       | LB   | Oklahoma                 | Big 12       | [ R5 - 17 ]                                                             |
| 5      | 161     | Carolina Panthers    | Jermaine Carter Jr.      | LB   | Maryland                 | Big Ten      |                                                                         |
| 5      | 162     | Baltimore Ravens     | Jordan Lasley            | WR   | UCLA                     | Pac-12       | [ R5 - 18 ]                                                             |
| 5      | 163     | Washington Redskins  | Tim Settle               | DT   | Virginia Tech            | ACC          | [ R5 - 19 ]                                                             |
| 5      | 164     | New Orleans Saints   | Natrell Jamerson         | S    | Wisconsin                | Big Ten      |                                                                         |
| 5      | 165     | Pittsburgh Steelers  | Jaylen Samuels           | FB   | NC State                 | ACC          |                                                                         |
| 5      | 166     | Buffalo Bills        | Wyatt Teller             | G    | Virginia Tech            | ACC          | [ R5 - 20 ]                                                             |
| 5      | 167     | Minnesota Vikings    | Daniel Carlson           | K    | Auburn                   | SEC          | [ R5 - 21 ]                                                             |
| 5      | 168     | Seattle Seahawks     | Jamarco Jones            | OT   | Ohio State               | Big Ten      | [ R5 - 22 ]                                                             |
| 5      | 169     | Indianapolis Colts   | Jordan Wilkins           | RB   | Ole Miss                 | SEC          | [ R5 - 23 ]                                                             |
| 5*     | 170     | Cincinnati Bengals   | Darius Phillips          | CB   | Western Michigan         | MAC          |                                                                         |
| 5*     | 171     | Dallas Cowboys       | Mike White               | QB   | Western Kentucky         | C-USA        |                                                                         |
| 5*     | 172     | Green Bay Packers    | JK Scott                 | P    | Alabama                  | SEC          |                                                                         |
| 5*     | 173     | Oakland Raiders      | Johnny Townsend          | P    | Florida                  | SEC          | [ R5 - 24 ]                                                             |
| 5*     | 174     | Green Bay Packers    | Marquez Valdes-Scantling | WR   | South Florida            | The American |                                                                         |
| 6      | 175     | Cleveland Browns     | Damion Ratley            | WR   | Texas A&M                | SEC          |                                                                         |
| 6      | 176     | Los Angeles Rams     | John Kelly               | RB   | Tennessee                | SEC          | [ R6 - 1 ]                                                              |
| 6      | 177     | Houston Texans       | Duke Ejiofor             | DE   | Wake Forest              | ACC          |                                                                         |
| 6      | 178     | New England Patriots | Christian Sam            | LB   | Arizona State            | Pac-12       | [ R6 - 2 ]                                                              |
| 6      | 179     | New York Jets        | Parry Nickerson          | CB   | Tulane                   | The American |                                                                         |
| 6      | 180     | New York Jets        | Folorunso Fatukasi       | DT   | Connecticut              | The American | [ R6 - 3 ]                                                              |
| 6      | 181     | Chicago Bears        | Kylie Fitts              | DE   | Utah                     | Pac-12       |                                                                         |
| 6      | 182     | Arizona Cardinals    | Chris Campbell           | CB   | Penn State               | Big Ten      | [ R6 - 4 ]                                                              |
| 6      | 183     | Denver Broncos       | Sam Jones                | G    | Arizona State            | Pac-12       | [ R6 - 5 ]                                                              |
| 6      | 184     | San Francisco 49ers  | Marcell Harris           | S    | Florida                  | SEC          |                                                                         |
| 6      | 185     | Indianapolis Colts   | Deon Cain                | WR   | Clemson                  | ACC          | [ R6 - 6 ]                                                              |
| 6      | 186     | Seattle Seahawks     | Jacob Martin             | LB   | Temple                   | The American | [ R6 - 7 ]                                                              |
| 6      | 187     | Buffalo Bills        | Ray-Ray McCloud          | WR   | Clemson                  | ACC          | [ R6 - 8 ]                                                              |
| 6      | 188     | Cleveland Browns     | Simeon Thomas            | CB   | Louisiana                | Sun Belt     | [ R6 - 9 ]                                                              |
| 6      | 189     | New Orleans Saints   | Kamrin Moore             | CB   | Boston College           | ACC          | [ R6 - 10 ]                                                             |
| 6      | 190     | Baltimore Ravens     | DeShon Elliott           | S    | Texas                    | Big 12       |                                                                         |
| 6      | 191     | Los Angeles Chargers | Dylan Cantrell           | WR   | Texas Tech               | Big 12       |                                                                         |
| 6      | 192     | Los Angeles Rams     | Jamil Demby              | OT   | Maine                    | CAA          | [ R6 - 11 ]                                                             |
| 6      | 193     | Dallas Cowboys       | Chris Covington          | LB   | Indiana                  | Big Ten      |                                                                         |
| 6      | 194     | Atlanta Falcons      | Russell Gage             | WR   | LSU                      | SEC          | [ R6 - 12 ]                                                             |
| 6      | 195     | Los Angeles Rams     | Sebastian Joseph         | DT   | Rutgers                  | Big Ten      | [ R6 - 13 ]                                                             |
| 6      | 196     | Kansas City Chiefs   | Tremon Smith             | CB   | Central Arkansas         | Southland    |                                                                         |
| 6      | 197     | Washington Redskins  | Shaun Dion Hamilton      | LB   | Alabama                  | SEC          | [ R6 - 14 ]                                                             |
| 6      | 198     | Kansas City Chiefs   | Kahlil McKenzie          | DT   | Tennessee                | SEC          | [ R6 - 15 ]                                                             |
| 6      | 199     | Tennessee Titans     | Luke Falk                | QB   | Washington State         | Pac-12       |                                                                         |
| 6      | 200     | Atlanta Falcons      | Foyesade Oluokun         | S    | Yale                     | Ivy          |                                                                         |
| 6      | 201     | New Orleans Saints   | Boston Scott             | RB   | Louisiana Tech           | C-USA        |                                                                         |
| 6      | 202     | Tampa Bay Buccaneers | Jack Cichy               | LB   | Wisconsin                | Big Ten      | [ R6 - 16 ]                                                             |
| 6      | 203     | Jacksonville Jaguars | Tanner Lee               | QB   | Nebraska                 | Big Ten      |                                                                         |
| 6      | 204     | New York Jets        | Trenton Cannon           | RB   | Virginia State           | CIAA         | [ R6 - 17 ]                                                             |
| 6      | 205     | Los Angeles Rams     | Trevon Young             | DE   | Louisville               | ACC          | [ R6 - 18 ]                                                             |
| 6      | 206     | Philadelphia Eagles  | Matt Pryor               | OT   | TCU                      | Big 12       |                                                                         |
| 6*     | 207     | Green Bay Packers    | Equanimeous St. Brown    | WR   | Notre Dame               | Ind. (FBS)   |                                                                         |
| 6*     | 208     | Dallas Cowboys       | Cedrick Wilson Jr.       | WR   | Boise State              | MW           |                                                                         |
| 6*     | 209     | Miami Dolphins       | Cornell Armstrong        | CB   | Southern Miss            | C-USA        | [ R6 - 19 ]                                                             |
| 6*     | 210     | New England Patriots | Braxton Berrios          | WR   | Miami (FL)               | ACC          | [ R6 - 20 ]                                                             |
| 6*     | 211     | Houston Texans       | Jordan Thomas            | TE   | Mississippi State        | SEC          |                                                                         |
| 6*     | 212     | Baltimore Ravens     | Greg Senat               | OT   | Wagner                   | NEC          | [ R6 - 21 ]                                                             |
| 6*     | 213     | Minnesota Vikings    | Colby Gossett            | G    | Appalachian State        | Sun Belt     |                                                                         |
| 6*     | 214     | Houston Texans       | Peter Kalambayi          | LB   | Stanford                 | Pac-12       |                                                                         |
| 6*     | 215     | Baltimore Ravens     | Bradley Bozeman          | C    | Alabama                  | SEC          | [ R6 - 22 ]                                                             |
| 6*     | 216     | Oakland Raiders      | Azeem Victor             | LB   | Washington               | Pac-12       |                                                                         |
| 6*     | 217     | Denver Broncos       | Keishawn Bierria         | LB   | Washington               | Pac-12       | [ R6 - 23 ]                                                             |
| 6*     | 218     | Minnesota Vikings    | Ade Aruna                | DE   | Tulane                   | The American |                                                                         |
| 7      | 219     | New England Patriots | Danny Etling             | QB   | LSU                      | SEC          | [ R7 - 1 ]                                                              |
| 7      | 220     | Seattle Seahawks     | Alex McGough             | QB   | Florida International    | C-USA        | [ R7 - 2 ]                                                              |
| 7      | 221     | Indianapolis Colts   | Matthew Adams            | LB   | Houston                  | The American |                                                                         |
| 7      | 222     | Houston Texans       | Jermaine Kelly           | CB   | San Jose State           | MW           |                                                                         |
| 7      | 223     | San Francisco 49ers  | Jullian Taylor           | DT   | Temple                   | The American | [ R7 - 3 ]                                                              |
| 7      | 224     | Chicago Bears        | Javon Wims               | WR   | Georgia                  | SEC          |                                                                         |
| 7      | 225     | Minnesota Vikings    | Devante Downs            | LB   | California               | Pac-12       | [ R7 - 4 ]                                                              |
| 7      | 226     | Denver Broncos       | David Williams           | RB   | Arkansas                 | SEC          | [ R7 - 5 ]                                                              |
| 7      | 227     | Miami Dolphins       | Quentin Poling           | LB   | Ohio                     | MAC          | [ R7 - 6 ]                                                              |
| 7      | 228     | Oakland Raiders      | Marcell Ateman           | WR   | Oklahoma State           | Big 12       |                                                                         |
| 7      | 229     | Miami Dolphins       | Jason Sanders            | K    | New Mexico               | MW           |                                                                         |
| 7      | 230     | Jacksonville Jaguars | Leon Jacobs              | OLB  | Wisconsin                | Big Ten      | [ R7 - 7 ]                                                              |
| 7      | 231     | Los Angeles Rams     | Travin Howard            | LB   | TCU                      | Big 12       | [ R7 - 8 ]                                                              |
| 7      | 232     | Green Bay Packers    | James Looney             | DE   | California               | Pac-12       |                                                                         |
| 7      | 233     | Philadelphia Eagles  | Jordan Mailata           | OT   |                          |              | Jogador de rúgbi australiano recrutado do South Sidney Rabbitohs da NRL |
| 7      | 234     | Carolina Panthers    | Andre Smith              | ILB  | North Carolina           | ACC          | [ R7 - 10 ]                                                             |
| 7      | 235     | Indianapolis Colts   | Zaire Franklin           | LB   | Syracuse                 | ACC          | [ R7 - 11 ]                                                             |
| 7      | 236     | Dallas Cowboys       | Bo Scarbrough            | RB   | Alabama                  | SEC          |                                                                         |
| 7      | 237     | Detroit Lions        | Nick Bawden              | FB   | San Diego State          | MW           |                                                                         |
| 7      | 238     | Baltimore Ravens     | Zach Sieler              | DE   | Ferris State             | GLIAC        | [ R7 - 12 ]                                                             |
| 7      | 239     | Green Bay Packers    | Hunter Bradley           | LS   | Mississippi State        | SEC          | [ R7 - 13 ]                                                             |
| 7      | 240     | San Francisco 49ers  | Richie James             | WR   | Middle Tennessee         | C-USA        | [ R7 - 14 ]                                                             |
| 7      | 241     | Washington Redskins  | Greg Stroman             | CB   | Virginia Tech            | ACC          | [ R7 - 15 ]                                                             |
| 7      | 242     | Carolina Panthers    | Kendrick Norton          | DT   | Miami (FL)               | ACC          |                                                                         |
| 7      | 243     | New England Patriots | Keion Crossen            | CB   | Western Carolina         | SoCon        | [ R7 - 16 ]                                                             |
| 7      | 244     | Los Angeles Rams     | Justin Lawler            | DE   | SMU                      | The American | [ R7 - 17 ]                                                             |
| 7      | 245     | New Orleans Saints   | Will Clapp               | C    | LSU                      | SEC          |                                                                         |
| 7      | 246     | Pittsburgh Steelers  | Joshua Frazier           | DT   | Alabama                  | SEC          |                                                                         |
| 7      | 247     | Jacksonville Jaguars | Logan Cooke              | P    | Mississippi State        | SEC          |                                                                         |
| 7      | 248     | Green Bay Packers    | Kendall Donnerson        | OLB  | Southeast Missouri State | OVC          | [ R7 - 18 ]                                                             |
| 7      | 249     | Cincinnati Bengals   | Logan Woodside           | QB   | Toledo                   | MAC          | [ R7 - 19 ]                                                             |
| 7      | 250     | New England Patriots | Ryan Izzo                | TE   | Florida State            | ACC          | [ R7 - 20 ]                                                             |
| 7*     | 251     | Los Angeles Chargers | Justin Jackson           | RB   | Northwestern             | Big Ten      |                                                                         |
| 7*     | 252     | Cincinnati Bengals   | Rod Taylor               | G    | Ole Miss                 | SEC          |                                                                         |
| 7*     | 253     | Cincinnati Bengals   | Auden Tate               | WR   | Florida State            | ACC          |                                                                         |
| 7*     | 254     | Arizona Cardinals    | Korey Cunningham         | OT   | Cincinnati               | The American |                                                                         |
| 7*     | 255     | Buffalo Bills        | Austin Proehl            | WR   | North Carolina           | ACC          | [ R7 - 21 ]                                                             |
| 7*     | 256     | Washington Redskins  | Trey Quinn               | WR   | SMU                      | The American | Mr. Irrelevant                                                          |

## Notáveis jogadores que não foram draftados
| Time da NFL    | Jogador         | Pos. | Faculdade | Conf.  | Notas |
| -------------- | --------------- | ---- | --------- | ------ | --- |
| Denver Broncos | Phillip Lindsay | RB   | Colorado  | Pac-12 | Primeiro novato não draftado a correr pra 100 metros da linha de scrimmage em cada um dos dois jogos na história da Liga |

## Draft Suplementar
Um Draft Suplementar foi realizado em 11 de julho de 2018. Para cada jogador escolhido no draft suplementar, a equipe perdia a sua escolha no draft da temporada seguinte.
| Rnd. | Pick # | Time da NFL         | Player           | Pos. | Faculdade        | Conf. | Notas |
| ---- | ------ | ------------------- | ---------------- | ---- | ---------------- | ----- | ----- |
| 3    | -      | New York Giants     | Sam Beal         | CB   | Western Michigan | MAC   |       |
| 6    | -      | Washington Redskins | Adonis Alexandre | CB   | Virginia Tech    | ACC   |       |

## Negociações
Nas explicações abaixo, (PD) indica negociações concluídas antes do início do draft (Pre-Draft), enquanto (D) denota negociações que tiveram lugar durante o draft.
1. ↑  No. 3: Indianapolis → NY Jets (PD).
2. ↑  No. 4: Houston → Cleveland (PD).
3. ↑  No. 6: NY Jets → Indianapolis (PD). 
ver No. 3: Indianapolis → NY Jets.
4. ↑  No. 7: Tampa Bay → Buffalo (D).
5. ↑  No. 10: Oakland → Arizona (D).
6. ↑  No. 12: múltiplas trocas:
       No. 12: Cincinnati → Buffalo (PD).
7. ↑  No. 14: Green Bay → New Orleans (D).
8. ↑  No. 15: Arizona → Oakland (D). ver No. 10: Oakland → Arizona.
9. ↑  No. 16: Baltimore  → Buffalo (D).
10. ↑  No. 18: Seattle → Green Bay (D).
11. ↑  No. 21: Buffalo → Cincinnati (PD). ver No. 12: Cincinnati → Buffalo.
12. ↑  No. 22: múltiplas trocas:
       No. 22: Kansas City → Buffalo (PD).
13. ↑  No. 23: LA Rams → New England (PD).
14. ↑  No. 25: Tennessee → Baltimore (D). ver No. 22: Baltimore → Tennessee.
15. ↑  No. 27: múltiplas trocas:
       No. 27: New Orleans → Green Bay (D). ver No. 14: Green Bay → New Orleans.
16. ↑  No. 32: Philadelphia → Baltimore (D).

Segunda Rodada
1. ↑  
No. 35: Houston → Cleveland (PD).
2. ↑  No. 37: NY Jets → Indianapolis (PD). ver No. 3: Indianapolis → NY Jets.
3. ↑  
No. 41: Oakland → Tennessee (D).
4. ↑  No. 43: múltiplas trocas:
   No. 43: San Francisco → New England (PD).
5. ↑  
No. 44: Washington → San Francisco (D).
6. ↑  
No. 46: Cincinnati → Kansas City (D).
7. ↑  No. 49: múltiplas trocas:
       No. 49: Seattle → NY Jets (PD).
8. ↑  No. 51: múltiplas trocas:
       No. 51: Detroit → New England (D). ver No. 43: New England → Detroit.
9. ↑  No. 52: múltiplas trocas:
       No. 52: Baltimore → Philadelphia (D). ver No. 32: Philadelphia → Baltimore.
10. ↑  No. 53: Buffalo → Tampa Bay (D). ver No. 7: Tampa Bay → Buffalo.
11. ↑  No. 54: Kansas City → Cincinnati (D). ver No. 46: Cincinnati → Kansas City.
12. ↑  No. 56: múltiplas trocas:
      No. 56: Los Angeles Rams → Buffalo (PD).
13. ↑  No. 57: Tennessee → Oakland (D). ver No. 41: Oakland → Tennessee.
14. ↑  No. 59: múltiplas trocas:
       No. 59: New Orleans → San Francisco (PD).
15. ↑  No. 63: New England → Tampa Bay (D). ver No. 56: Tampa Bay → New England.
16. ↑  No. 64: múltiplas trocas:
       No. 64: Philadelphia → Cleveland (PD).

Terceiro Round
1. ↑  No. 65: múltiplas escolhas:
       No. 65: Cleveland → Buffalo (PD).
2. ↑  No. 67: Indianapolis → Cleveland (D). ver No. 64: Cleveland → Indianapolis.
3. ↑   No. 69: Tampa Bay → NY Giants (PD).
4. ↑   No. 70: Chicago → San Francisco (PD).
5. ↑   No. 74: San Francisco → Washington (PD). ver No. 44: Washington → San Francisco.
6. ↑  No. 75: múltiplas trocas:
       No. 75: Oakland → Baltimore (D). ver No. 65: Baltimore → Oakland.
7. ↑  No. 76: múltiplas trocas:
       No. 76: Green Bay → Seattle (D). ver No. 18: Seattle → Green Bay.
8. ↑  No. 78: múltiplas trocas:
       No. 78: Washington → Kansas City (PD).
9. ↑  No. 79: multiple trades:
       No. 79: Arizona → Oakland (D). ver No. 10: Oakland → Arizona.
10. ↑  No. 80: Seattle → Houston (PD).
11. ↑   No. 85: Buffalo → Carolina (PD).
12. ↑  No. 86: Kansas City → Baltimore (D). ver No. 75: Baltimore → Kansas City.
13. ↑  No. 87: LA Rams → Oakland (D).
14. ↑  No. 88: Carolina → Green Bay (D).
15. ↑  No. 89: múltiplas trocas:
       No. 89: Tennessee → Oakland (D). ver No. 41: Oakland → Tennessee.
16. ↑  No. 94: Minnesota → Tampa Bay (D).
17. ↑  No. 95: New England → San Francisco (D).
18. ↑  No. 96: Philadelphia → Buffalo (PD).
19. ↑  No. 100: Cincinnati → Kansas City (D). ver No. 46: Cincinnati → Kansas City.

Quarta Rodada
1. ↑  No. 101: múltiplas trocas:
       No. 101: Cleveland → Green Bay (PD).
2. ↑  No. 102: múltiplas trocas:
       No. 102: NY Giants → Tampa Bay (PD). ver No. 69: Tampa Bay → NY Giants.
3. ↑  No. 105: múltiplas trocas:
       No. 105: Chicago → New England (D). ver No. 51: New England → Chicago.
4. ↑  No. 108: Tampa Bay → NY Giants (PD). ver No. 69: Tampa Bay → NY Giants.
5. ↑  No. 109: multiple trades:
       No. 109: San Francisco → Denver (PD).
6. ↑  No. 111: Miami → LA Rams (PD).
7. ↑  No. 113: Washington → Denver (PD). ver No. 109: Denver → Washington.
8. ↑  No. 114: múltiplas trocas:
       No. 114: Green Bay → Cleveland (PD). ver No. 101: Cleveland → Green Bay.
9. ↑  
No. 115: Arizona → Chicago (PD).
10. ↑  No. 117: múltiplas trocas:
       No. 117: Detroit → New England (D). ver No. 43: New England → Detroit.
11. ↑  No. 122: Kansas City → Baltimore (D). ver No. 75: Baltimore → Kansas City.
12. ↑  No. 123: múltiplas trocas:
       No. 123: Carolina → Cleveland (PD).
13. ↑  No. 124: LA Rams → Kansas City (PD).
14. ↑  No. 125: múltiplas trocas:
       No. 125: Tennessee → Baltimore (D). ver No. 22: Baltimore → Tennessee.
15. ↑  No. 128: Pittsburgh → San Francisco (PD).
16. ↑  No. 130: Minnesota → Philadelphia (PD).
17. ↑  No. 131: múltiplas trocas:
     No. 131: New England → Philadelphia (PD).
18. ↑  No. 132: Philadelphia → Baltimore (D). ver No. 32: Philadelphia → Baltimore.
19. ↑  No. 135: NY Giants → LA Rams (PD).
20. ↑  No. 136: múltiplas trocas:
       No. 136: New England → LA Rams (PD). ver No. 23: LA Rams → New England.

Quinta rodada
1. ↑  No. 138: Cleveland → Green Bay (PD). ver No. 101: Cleveland → Green Bay.
2. ↑  No. 140: Indianapolis → Oakland (D).
3. ↑  No. 141: Houston → Seattle (PD). ver No. 80: Seattle → Houston.
4. ↑  No. 142: múltiplas trocas:
       No. 142: Denver → Washington (PD). ver No. 109: Denver → Washington.
5. ↑  
'No. 143: múltiplas trocas:
N'o. 143: New York Jets → San Francisco (PD).
6. ↑  No. 146: Oakland → Seattle (PD).
7. ↑  No. 147: múltiplas trocas:
       No. 147: Miami → New Orleans (PD).
8. ↑  No. 148: San Francisco → Pittsburgh (PD). ver No. 128: Pittsburgh → San Francisco.
9. ↑  No. 149: múltiplas trocas:
       No. 149: Washington → Denver (PD). ver No. 109: Denver → Washington.
10. ↑  No. 150: Green Bay → Cleveland (PD). ver No. 101: Cleveland → Green Bay.
11. ↑  No. 152: múltiplas trocas:
       No. 152: Arizona → Oakland (D). ver No. 10: Oakland → Arizona.
12. ↑  No. 154: Baltimore → Buffalo (D). ver No. 16: Baltimore → Buffalo.
13. ↑  No. 156: múltiplas trocas:
       No. 156: Seattle → Philadelphia (PD) 
Seattle trocou uma seleção de quinta rodada (156º) em troca do offensive tackle Matt Tobin e a seleção da sétima rodada de Philadelphia (250º).<ref name="TobinTrade" group="TRADE">"Seahawks acquire Matt Tobin from Eagles in trade". NFL.com. August 21, 2017. Retrieved August 21, 2017.
14. ↑  No. 157: múltiplas trocas:
       No. 157: Dallas → NY Jets (PD).
15. ↑  No. 158: Buffalo → Cincinnati (PD). ver No. 12: Cincinnati → Buffalo.
16. ↑  No. 159: múltiplas trocas:
        No. 159: Kansas City → Cleveland (PD).
17. ↑  No. 160: múltiplas trocas:
       No. 160: LA Rams → Denver (PD).
18. ↑  No. 162: Tennessee → Baltimore (D). ver No. 152: Baltimore → Tennessee.
19. ↑  No. 163: múltiplas trocas:
       No. 163: Atlanta → Denver (PD).
20. ↑  No. 166: Jacksonville → Buffalo (PD)
21. ↑  No. 167: múltiplas trocas:
       No. 167: Minnesota → NY Jets (D). ver No. 157: NY Jets → Minnesota.
22. ↑  No. 168: New England → Seattle (PD).
23. ↑  No. 169: Philadelphia → Indianapolis (D). ver No. 49: Indianapolis → Philadelphia.
24. ↑  No. 173: Dallas → Oakland (PD).

Sexta Rodada
1. ↑  No. 176: NY Giants → LA Rams (PD). ver No. 135: NY Giants → LA Rams.
2. ↑  No. 178: Indianapolis → Cleveland (D). ver No. 64: Cleveland → Indianapolis.
3. ↑  No. 180: múltiplas trocas:
       No. 180: Tampa Bay → Minnesota (D). ver No. 94: Minnesota → Tampa Bay.
4. ↑  No. 182: Denver → Arizona (PD).
5. ↑  No. 183: múltiplas trocas:
       No. 183: Miami → LA Rams (PD). ver No. 111: Miami → LA Rams.
6. ↑  No. 185: Oakland → Indianapolis (D). ver No. 140: Indianapolis → Oakland.
7. ↑  No. 186: Green Bay → Seattle (D). ver No. 18: Seattle → Green Bay.
8. ↑  No. 187: Cincinnati → Buffalo (PD). ver No. 12: Cincinnati → Buffalo.
9. ↑  No. 188: Washington → Cleveland (PD).
10. ↑  No. 189: Arizona → New Orleans (PD).
11. ↑  No. 192: múltiplas trocas:
       No. 192: Seattle → Oakland (PD). ver No. 146: Oakland → Seattle.
12. ↑  No. 194: múltiplas trocas:
       No. 194: Detroit → LA Rams (PD).
13. ↑  No. 195: Buffalo → Los Angeles Rams (PD). ver No. 56: Los Angeles Rams → Buffalo.
14. ↑  No. 197: múltiplas trocas:
       No. 197: Carolina → LA Rams (D). ver No. 136: LA Rams → Carolina.
15. ↑  No. 198: múltiplas trocas:
       No. 198: LA Rams → New England (PD). ver No. 23: LA Rams → New England.
16. ↑  No. 202: múltiplas trocas:
       No. 202: Pittsburgh → Cleveland (PD).
17. ↑  No. 204: Minnesota → NY Jets (D). ver No. 167: NY Jets → Minnesota.
18. ↑  No. 205: múltiplas trocas:
       No. 205: New England → Cleveland (PD).
19. ↑  No. 209: múltiplas trocas:
        No. 209: Kansas City → LA Rams (PD). ver No. 124: LA Rams → Kansas City.
20. ↑  No. 210: Oakland → New England (PD). ver No. 159: New England → Oakland.
21. ↑  No. 212: Oakland → Baltimore (D). ver No. 65: Baltimore → Oakland.
22. ↑  No. 215: múltiplas trocas:
       No. 215: Baltimore → Tennessee (D). ver No. 22: Baltimore → Tennessee.
23. ↑  No. 217: múltiplas trocas:
       No. 217: Oakland → LA Rams (D). ver No. 87: LA Rams → Oakland.

Sétima Rodada
1. ↑  No. 219: Cleveland → New England (PD). ver No. 205: New England → Cleveland.
2. ↑  No. 220: múltiplas trocas:
       No. 220: NY Giants → Pittsburgh (PD).
3. ↑  No. 223: múltiplas trocas:
       No. 223: Tampa Bay → Miami (PD).
4. ↑  No. 225: múltiplas trocas:
       No. 225: Denver → Minnesota (PD).
5. ↑  No. 226: múltiplas trocas:
       No. 226: New York Jets → Seattle (PD). ver No. 49: Seattle → New York Jets.
6. ↑  No. 227: San Francisco → Miami (PD). ver No. 223: Miami → San Francisco.
7. ↑  No. 230: Cincinnati → Jacksonville (PD).
8. ↑  No. 231: Washington → LA Rams (D). ver No. 197: LA Rams → Washington.
9. ↑  No. 233: múltiplas trocas:
       No. 233: Arizona → Kansas City (PD).
10. ↑  No. 234: múltiplas trocas:
       No. 234: LA Chargers → Buffalo (PD).
11. ↑  No. 235: múltiplas trocas:
       No. 235: Seattle → New York Jets (PD). ver No. 49: Seattle → New York Jets.
12. ↑  No. 238: Baltimore → Arizona (PD).
13. ↑  No. 239: Buffalo → Green Bay (PD).
14. ↑  No. 240: Kansas City → San Francisco (PD).
15. ↑  No. 241: Los Angeles Rams → Washington (PD).
16. ↑  No. 243: múltiplas trocas:
       No. 243: Tennessee → Kansas City (PD).
17. ↑  No. 244: Atlanta → LA Rams (D). ver No. 194: LA Rams → Atlanta.
18. ↑  No. 248: múltiplas trocas:
       No. 248: Minnesota → Seattle (PD).
19. ↑  No. 249: New England → Cincinnati (PD).
20. ↑  No. 250: múltiplas trocas:
       No. 250: Philadelphia → Seattle (PD). ver No. 156: Seattle → Philadelphia.
21. ↑  No. 255: Tampa Bay → Buffalo (D). ver No. 7: Tampa Bay → Buffalo.
22. ↑  No. 256: múltiplas trocas:
       No. 256: Atlanta → LA Rams (D). ver No. 194: LA Rams → Atlanta.

## Cobertura da mídia
A cobertura do draft foi transmitida pela NFL Network e pela ESPN, com a Fox também transmitindo a cobertura da NFL Network das duas primeiras rodadas (servindo como um prelúdio para a aquisição da Thursday Night Football na temporada de 2018). A ESPN transmitiu a cobertura das últimas quatro rodadas da ABC e transmitiu as transmissões secundárias da primeira rodada da ESPN2 (apresentando o painel do College GameDay da ESPN, que também transmitiu uma edição especial de fora do AT&T Stadium como pré-show para a cobertura da ESPN) e em espanhol na ESPN Deportes.
As transmissões da primeira rodada pelas três emissoras (que incluíram a expansão da cobertura para a televisão aberta) atraíram um total de 11.214 milhões, tornando-se a primeira rodada mais assistida desde 2014. A ESPN teve o maior público individual, com 5,336 milhões de espectadores, enquanto a Fox e a NFL Network tiveram uma audiência combinada de 5,74 milhões em ambos os canais (3,776 e 2,005 milhões individualmente).

## Resumo

### Seleções pela conferência atlética da faculdade
| Conferência                              | Rodada 1                                 | Rodada 2                                 | Rodada 3                                 | Rodada 4                                 | Rodada 5                                 | Rodada 6                                 | Rodada 7                                 | Total                                    |
| NCAA Division I FBS football conferences | NCAA Division I FBS football conferences | NCAA Division I FBS football conferences | NCAA Division I FBS football conferences | NCAA Division I FBS football conferences | NCAA Division I FBS football conferences | NCAA Division I FBS football conferences | NCAA Division I FBS football conferences | NCAA Division I FBS football conferences |
| ---------------------------------------- | ---------------------------------------- | ---------------------------------------- | ---------------------------------------- | ---------------------------------------- | ---------------------------------------- | ---------------------------------------- | ---------------------------------------- | ---------------------------------------- |
| AAC                                      | 1                                        | 2                                        | 3                                        | 0                                        | 3                                        | 4                                        | 5                                        | 18                                       |
| ACC                                      | 6                                        | 4                                        | 7                                        | 9                                        | 6                                        | 6                                        | 7                                        | 45                                       |
| Big 12                                   | 1                                        | 2                                        | 5                                        | 3                                        | 4                                        | 3                                        | 2                                        | 20                                       |
| Big Ten                                  | 4                                        | 5                                        | 3                                        | 7                                        | 7                                        | 5                                        | 2                                        | 33                                       |
| C-USA                                    | 1                                        | 1                                        | 1                                        | 2                                        | 1                                        | 2                                        | 2                                        | 10                                       |
| Ind. (FBS)                               | 2                                        | 0                                        | 1                                        | 1                                        | 0                                        | 1                                        | 0                                        | 5                                        |
| MAC                                      | 0                                        | 0                                        | 1                                        | 0                                        | 2                                        | 0                                        | 2                                        | 5                                        |
| MW                                       | 3                                        | 1                                        | 1                                        | 0                                        | 0                                        | 1                                        | 3                                        | 9                                        |
| Pac-12                                   | 4                                        | 4                                        | 4                                        | 4                                        | 5                                        | 7                                        | 2                                        | 30                                       |
| SEC                                      | 10                                       | 10                                       | 6                                        | 6                                        | 4                                        | 8                                        | 9                                        | 53                                       |
| Sun Belt                                 | 0                                        | 0                                        | 1                                        | 1                                        | 0                                        | 2                                        | 0                                        | 4                                        |
| NCAA Division I FCS football conferences |                                          |                                          |                                          |                                          |                                          |                                          |                                          |                                          |
| Big Sky                                  | 0                                        | 0                                        | 0                                        | 1                                        | 0                                        | 0                                        | 0                                        | 1                                        |
| CAA                                      | 0                                        | 0                                        | 0                                        | 1                                        | 1                                        | 1                                        | 0                                        | 3                                        |
| IVY                                      | 0                                        | 0                                        | 0                                        | 0                                        | 1                                        | 1                                        | 0                                        | 2                                        |
| MEAC                                     | 0                                        | 1                                        | 1                                        | 0                                        | 0                                        | 0                                        | 0                                        | 2                                        |
| MVFC                                     | 0                                        | 1                                        | 0                                        | 0                                        | 2                                        | 0                                        | 0                                        | 3                                        |
| NEC                                      | 0                                        | 0                                        | 0                                        | 0                                        | 0                                        | 1                                        | 0                                        | 1                                        |
| OVC                                      | 0                                        | 0                                        | 0                                        | 0                                        | 1                                        | 0                                        | 1                                        | 2                                        |
| Patriot                                  | 0                                        | 0                                        | 0                                        | 1                                        | 0                                        | 0                                        | 0                                        | 1                                        |
| SoCon                                    | 0                                        | 0                                        | 0                                        | 0                                        | 0                                        | 1                                        | 0                                        | 1                                        |
| Southland                                | 0                                        | 1                                        | 0                                        | 1                                        | 0                                        | 1                                        | 0                                        | 3                                        |
| Non-Division I football conferences      |                                          |                                          |                                          |                                          |                                          |                                          |                                          |                                          |
| CIAA (DII)                               | 0                                        | 0                                        | 0                                        | 0                                        | 0                                        | 1                                        | 0                                        | 1                                        |
| GLIAC (DII)                              | 0                                        | 0                                        | 0                                        | 0                                        | 0                                        | 0                                        | 1                                        | 1                                        |
| GNAC (DII)                               | 0                                        | 0                                        | 1                                        | 0                                        | 0                                        | 0                                        | 0                                        | 1                                        |
| MIAA (DII)                               | 0                                        | 0                                        | 1                                        | 0                                        | 0                                        | 0                                        | 0                                        | 1                                        |
| Non-College Selections                   |                                          |                                          |                                          |                                          |                                          |                                          |                                          |                                          |
| NRL                                      | 0                                        | 0                                        | 0                                        | 0                                        | 0                                        | 0                                        | 1                                        | 1                                        |

### Universidades com várias seleções no draft
| Seleções | Universidades |
| -------- | --- |
| 12       | Alabama |
| 7        | LSU, NC State, Ohio State |
| 6        | Florida State, Georgia, Miami (FL), Penn State |
| 5        | Florida, UCLA, Virginia Tech, Washington, Wisconsin |
| 4        | Auburn, Louisville, Mississippi State, Notre Dame, Oklahoma, Oklahoma State, Ole Miss, Stanford, Texas, UCF, USC |
| 3        | Arizona State, Boston College, Clemson, Iowa, North Carolina, Pittsburgh, SMU, Southern Miss, TCU, Tennessee, Texas A&M |
| 2        | Arkansas, Boise State, California, Indiana, Louisiana, Maryland, Memphis, Michigan, Oregon, Rutgers, San Diego State, South Florida, Temple, Texas Tech, Tulane, Virginia, Wake Forest, Washington State, Western Kentucky, Western Michigan |

### Seleções por posição
| Posição          | Rodada 1 | Rodada 2 | Rodada 3 | Rodada 4 | Rodada 5 | Rodada 6 | Rodada 7 | Total |
| ---------------- | -------- | -------- | -------- | -------- | -------- | -------- | -------- | ----- |
| Center           | 2        | 1        | 1        | 1        | 1        | 1        | 1        | 8     |
| Cornerback       | 3        | 6        | 2        | 4        | 5        | 6        | 3        | 29    |
| Defensive end    | 2        | 2        | 4        | 7        | 1        | 4        | 3        | 23    |
| Defensive tackle | 3        | 1        | 6        | 0        | 4        | 3        | 3        | 20    |
| Fullback         | 0        | 0        | 0        | 0        | 1        | 0        | 1        | 2     |
| Guard            | 1        | 4        | 0        | 0        | 2        | 2        | 1        | 10    |
| Kicker           | 0        | 0        | 0        | 0        | 1        | 0        | 1        | 2     |
| Linebacker       | 4        | 4        | 6        | 3        | 6        | 8        | 8        | 39    |
| Long snapper     | 0        | 0        | 0        | 0        | 0        | 0        | 1        | 1     |
| Offensive tackle | 3        | 1        | 7        | 2        | 2        | 3        | 2        | 20    |
| Punter           | 0        | 0        | 0        | 0        | 3        | 0        | 1        | 4     |
| Quarterback      | 5        | 0        | 1        | 1        | 1        | 2        | 3        | 13    |
| Running back     | 3        | 4        | 1        | 5        | 1        | 3        | 3        | 20    |
| Safety           | 3        | 1        | 4        | 4        | 3        | 3        | 0        | 18    |
| Tight end        | 1        | 2        | 2        | 5        | 2        | 1        | 1        | 14    |
| Wide receiver    | 2        | 6        | 2        | 5        | 4        | 8        | 6        | 33    |